# ハラルド・グロスコフ
ハラルド・グロスコフ（Harald Grosskopf、1949年10月23日 - ）は、ドイツ・ヒルデスハイム出身の音楽家である。

## 略歴
1971年にドイツで結成されたクラウトロック・グループのヴァレンシュタインの元ドラマー。1976年にリリースされたクラウス・シュルツェのアルバム『ムーンドーン』にも参加している。現在はソロ活動の他にマニュエル・ゲッチング & アシュラのドラマーとして、また元フードバンドのアクセル・マンリコ・ハイルヘッカーとのユニットであるサンヤ・ビートのメンバーとしても活動している。
2008年にはマニュエル・ゲッチング & アシュラ名義で来日し、テクノフェスティバルMETAMORPHOSEでライブを披露した。またライブ終了後のバックステージにて、美術家の境貴雄によるポートレート作品『アズラー』のモデルとして、マニュエル・ゲッチングやスティーヴ・バルテスと共に撮影された。　ハラルド・グロスコフの公式サイトでは、境が撮影したポートレートが掲載されている。

## ディスコグラフィ

### ソロ・アルバム
- 『シンセシスト』 - Synthesist (1980年)
- Oceanheart (1986年)
- Best Of Harald Grosskopf (1989年)
- World of Quetzal (1992年)
- Sprach Platz Sprache (1999年)
- Digital Nomad (2002年)
- Yeti Society (2004年)
- Synthesist 2010 (2010年)
- Re-Synthesist (2011年)
- Naherholung (2016年)